# 海蘭萊克 (紐約州)
海蘭萊克（英語：Highland Lake）是位於美國紐約州沙利文縣的非建制地區。

## 歷史
海蘭萊克的郵局自1911年營運至今。

## 地理
海蘭萊克所處的海拔為高於海平面406米（即1332英呎），而該地所採用的時區為UTC-5，即北美东部时区（EST）。同時該地設有夏令時間，為UTC-5調快一小時，即UTC-4（EDT）。